# Barlig
Barlig es un municipio en la provincia de La Montaña en Filipinas. Conforme al censo del 2000, tiene 6,351 habitantes.

## Barangayes
Barlig se divide administrativamente en 11 barangayes.
- Chupac
- Fiangtin
- Kaliw
- Latang
- Lias Kanluran/Silangan
- Lingoy
- Lunas
- Macalana
- Ogoog
- Gawana (Población)
- Lias Silangan
- Macalanna
- Tabfiad Erickson